# Tiếng Albania
Tiếng Albania (shqip [ʃc͡çip] hay gjuha shqipe [ɟ͡ʝuha ˈʃc͡çipɛ]) là một Ấn-Âu, là ngôn ngữ của người Albania miền Balkan và của kiều dân Albania ở châu Mỹ, (những nơi khác ở) châu Âu và châu Đại Dương. Đây là ngôn ngữ của chừng 7,5 triệu người, nằm trong một nhánh riêng trong hệ Ấn-Âu, không có quan hệ gần gũi với ngôn ngữ nào.
Được ghi chép lại lần đầu vào thế kỷ XV, tiếng Albania là nhánh ngôn ngữ Ấn-Âu cuối cùng xuất hiện trên tư liệu viết. Đây là một lý do mà nguồn gốc chính xác của nó từ lâu đã là vấn đề tranh luận trong giới ngôn ngữ học và sử học. Tiếng Albania được cho hậu duệ của một ngôn ngữ Cổ Balkan thời xa xưa. Vì lý do địa lý-lịch sử hơn là ngôn ngữ, có nhiều sử gia và nhà ngôn ngữ học cho rằng tiếng Albania có lẽ bắt nguồn từ một phương ngữ Illyria miền nam từng nói ở khu vực cùng tên vào thời Cổ đại Hy-La. Giả thuyết khác lại cho rằng tiếng Albania là "con cháu" của tiếng Thracia hay tiếng Dacia (những ngôn ngữ cổ khác nói xa hơn về phía đông so với tiếng Albania). Hiện ta vẫn
chưa có đủ hiểu biết để khẳng định hay bác bỏ các giả thuyết trên.

## Phân bố địa lý

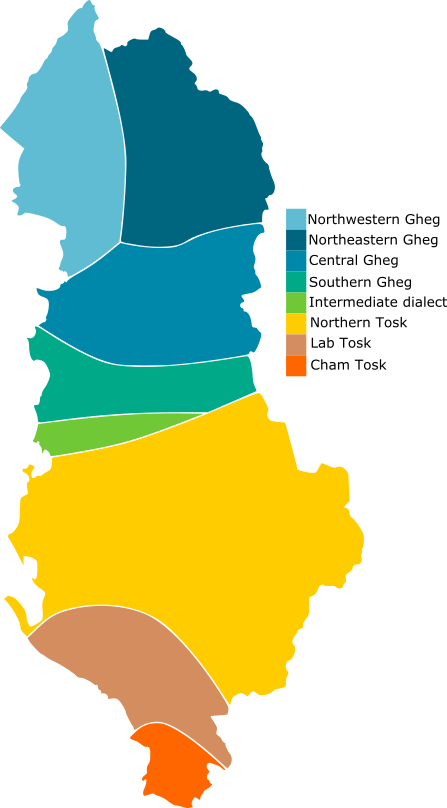
Các phương ngữ ở Albania

Tiếng Albania là ngôn ngữ của hơn 7 triệu người, sống chủ yếu ở Albania, Kosovo, Hy Lạp, Ý, Bắc Macedonia và Montenegro. Tuy nhiên, do số kiều dân Albania lớn, tiếng Albania có mặt ở khá nhiều quốc gia.

### Châu Âu
Tiếng Albania là ngôn ngữ chính thức của Albania và Kosovo, ngôn ngữ đồng chính thức ở Bắc Macedonia. Nó là ngôn ngữ thiểu số được công nhận ở Croatia, Ý, Montenegro, România và Serbia. Ở Hy Lạp, cộng đồng người Albania tập trung ở Thesprotia và Preveza cũng như vài ngôi làng tại Ioannina và Florina. Ngoài ra, nó cũng là ngôn ngữ của 450.000 người nhập cư gốc Albania (di cư đến gần đây hơn) ở Hy Lạp.
Tiếng Albania trở thành ngôn ngữ chính thức của Bắc Macedonia vào năm 2019.

## Phương ngữ
Tiếng Albania gồm hai phương ngữ chính riêng rẽ, Tosk nói ở miền nam, Gheg nói ở miền bắc. Tiếng Albania chuẩn dựa trên phương ngữ Tosk. Sông Shkumbin là đường phân chia xấp xỉ giữa hai phương ngữ.
Gheg được chia ra làm bốn tiểu phương ngữ: Gheg Tây Bắc, Gheg Đông Bắc, Gheg Trung, Gheg Nam. Nó được nói chủ yếu ở bắc Albania, khắp Montenegro, Kosovo và tây bắc Bắc Macedonia. Một tiểu phương ngữ khác biệt là phương ngữ Thượng Reka (tuy vẫn nằm trong Gheg Trung). Ở Croatia, có một phương ngữ kiều dân là phương ngữ Arbanasi.
Tosk tách làm năm tiểu phương ngữ: Tosk Bắc (đông người nói nhất), Labërisht, Çam, Arvanitika, Arbëresh. Tosk được nói ở nam Albania, tây nam Bắc Macedonia, Hy Lạp. Tiếng Albania Cham được nói ở tây bắc Hy Lạp, còn Arvanitika nói ở miền nam Hy Lạp. Arbëresh là ngôn ngữ của người Arbëreshë, hậu duệ của người Albania nhập cư đến Ý vào thế kỷ XV-XVI, hiện diện trong những cộng đồng nhỏ ở Sicilia và Calabria.